# Districte de Mayenne
El Districte de Mayenne és un dels tres districtes del departament francès de la Mayenne, a la regió del País del Loira. Té 12 cantons i 102 municipis. El cap del districte és la sotsprefectura de Mayenne.

## Cantons
cantó d'Ambrières-les-Vallées - cantó de Bais - cantó de Couptrain - cantó d'Ernée - cantó de Gorron - cantó de Le Horps - cantó de Landivy - cantó de Lassay-les-Châteaux - cantó de Mayenne-Est - cantó de Mayenne-Oest - cantó de Pré-en-Pail - cantó de Villaines-la-Juhel